# Bolitophila glabrata
Bolitophila glabrata är en tvåvingeart som beskrevs av Friedrich Hermann Loew 1869. Bolitophila glabrata ingår i släktet Bolitophila och familjen smalbensmyggor. Arten är reproducerande i Sverige. Inga underarter finns listade i Catalogue of Life.